# Xenochalepus platymerus
Xenochalepus platymerus es una especie de insecto coleóptero de la familia Chrysomelidae.
Fue descrita científicamente en 1859 por Lucas.